# La mitad de Ana
Pour plus de détails, voir Fiche technique et Distribution.
La mitad de Ana est un film dramatique franco-espagnol réalisé par Marta Nieto et sorti en 2024,.

## Fiche technique
Sauf indication contraire, les informations mentionnées dans cette section peuvent être confirmées par les bases de données cinématographiques IMDb et Allociné,  présentes dans la section « Liens externes ».
- Titre original : La mitad de Ana
- Réalisation : Marta Nieto
- Scénario : Marta Nieto et Beatriz Herzog
- Musique : Adrian Foulkes
- Décors : Lorena Puerto
- Costumes : Cristina Rodríguez
- Photographie : Julián Elizalde
- Son :
- Montage : Pedro Collantes
- Production : Ramón Campos, Stefan Schmitz et María Zamora
  - Coproduction : Anna Marsh
  - Production associée : Sara Gonzalo
- Société de production : Elástica Films, Avalon PC, Mr Fields and Friends, Studiocanal, RTVE et Movistar+
- Société de distribution : Studiocanal
- Pays de production :  Espagne et  France
- Langue originale : espagnol et français
- Format : Drame
- Durée : 89 minutes
- Dates de sortie :
  - Espagne : 
    - 21 octobre 2024 (Valladolid)
    - 10 janvier 2025 (en salles)

  - France : 28 mai 2025

## Distribution
- Marta Nieto
- Nahuel Pérez Biscayart
- Gerard Oms
- Noa Álvarez
- Berta Sánchez
- Sonia Almarcha
- Paula Foncea
- Juan Pino Rodil